# Rundvirke
Rundvirke är ett kollektivbegrepp för kvistade, kapade och eventuellt barkade trädstammar, men som inte har bearbetats ytterligare. Rundvirke kan användas direkt som pålar och stolpar, men används främst för vidare bearbetning i skogsindustriella ändamål eller som bränsle.